# Thyrgis tenuifascia
Thyrgis tenuifascia là một loài bướm đêm thuộc phân họ Arctiinae, họ Erebidae.